# Головачёв, Алексей Адрианович
Алексей А(н)дрианович Головачёв (1819—1903) — русский общественный деятель и публицист.

## Биография
Происходил из дворян Головачёвых. Родился 7 (19) марта 1819 года в фамильном имении Покровское Корчевском уезде Тверской губернии. Отец и дед его были предводителями дворянства этого уезда.
Окончил юридический факультет Императорского Московского университета (1835—1839).
В 1856 году был избран предводителем Корчевского уезда и принимал деятельное участие в работах тверского комитета по освобождению крестьян, а также в составлении известного проекта учреждения банка для выкупа крестьянских наделов, инициатива которого принадлежала Алексею Унковскому.
Позже управлял псковской и саратовской контрольными палатами, затем состоял директором от правительства в правлении Донецкой железной дороги. Напечатал ряд статей в «Русском вестнике» (1850-х годов), «Вестнике Европы», «Слове», «Русской речи», «Русской мысли», «Санкт-Петербургских ведомостях» (времени В. Ф. Корша) и «Русских ведомостях». В 1880 году был издателем журнала «Слово». Статьи Головачёва были выпущены в сборнике «История железнодорожного дела в России», а также были включены в Сборник государственных знаний 1875—76 гг. Труды Головачёва по истории железнодорожного дела открыли глаза обществу на ряд поразительных расхищений государственной собственности, облеченных в легальную форму.
Статьи Головачёва по крестьянскому вопросу, напечатанные в «Вестнике Европы» за 1870—1874 гг., были объединены в сборник под общим названием «Десять лет реформ». В первом из этих трудов Головачёв выступил истолкователем преобразований, предпринятых после отмены крепостного права. Основная мысль Головачёва, что все последующие реформы были недостаточно связаны между собой; «Многие думали, — утверждал он, — что крестьянская реформа есть только первый шаг к уничтожению не только одних грубых форм крепостного права, но и самых его принципов, которыми прониклись все сферы нашей жизни, и что за этим шагом последуют другие в том же направлении; но этого не случилось».
Алексей Головачёв умер в семейном имении Покровское 12 (25) февраля 1903 года.

## Публикации
- Головачев А. А. История железнодорожного дела в России. — СПб.: тип. Р. Голике, 1881. — 408 с.
- Головачев А. А. Десять лет реформ 1861—1871. — СПб.: тип. Ф. С. Сущинского, 1871. — 400 с.